# Stizocera insulana
Stizocera insulana là một loài bọ cánh cứng trong họ Cerambycidae.